# Cantó de Montferrand
El cantó de Montferrand és un cantó francès del departament del Puèi Domat, situat al districte de Clarmont d'Alvèrnia. Comprèn el barri de Montferrand dins Clarmont d'Alvèrnia.

## Municipis
- Clarmont d'Alvèrnia

## Història
| Data d'elecció                           | Identitat     | Partit | Qualitat |
| ---------------------------------------- | ------------- | ------ | -------- |
| 1982-2001                                | Odile Saugues | PS     |          |
| 2001-                                    | Nadine Déat   | PS     |          |
| les dades anteriors no són pas conegudes |               |        |          |
|                                          |               |        |          |